# Assassinio sulla Costa Azzurra
Assassinio sulla Costa Azzurra (Les bras de la nuit) è un film del 1961 diretto da Jacques Guymont.

## Trama
L'ora in cui gli uomini hanno conoscenza della loro inutilità,
l'ora in cui la notte
lentamente ti tende le sue braccia»
(Ispettore Landais)
L'ispettore Landais, secondo dell'ispettore Landais, in seguito all'indagine sulla scomparsa di Etienne Garnier, che si sospetta sia stato assassinato, entra a contatto con l'affascinante vedova Danielle, dalla quale resta stregato fin dal primo incontro. Costui precipita in una storia parallela di forte passione a tinte rosa e nere. La caduta verso il mancato dovere spingerà l'ispettore Landais a uccidere un uomo che, su suggerimento non troppo involontario di Morel, aveva creduto essere Etienne Garnier, il quale, invece, era già stato ucciso quando costui aveva cercato la fuga in motoscafo con un malloppo sottratto ad investitori, banche e privati, finalizzati all'acquisto di immobili. Ucciso dalla moglie che gli spara, anche per difendersi dal tentativo dell'uomo di spingerla in mare. Giunge la confessione di Danielle, ottenuta abilmente da Morel che ascolta la registrazione dell'ispettore Landais: il registratore viene messo in azione poco dopo da Morel che poco prima era stato schiaffeggiato da Landais, mentre la vedova veniva condotta in carcere, e mentre ne portano via il corpo, essendosi costui suicidato con un colpo di pistola.